# 岩崎廉
岩崎廉（いわさき れん）は、日本の作曲家、演出家。
1965年7月13日生まれ。神奈川県茅ヶ崎市出身。
玉川学園大学文学部芸術学科音楽専攻卒。作曲を谷本智樹、古曽志洋子に師事。
主にオリジナルミュージカルの作曲を手がける傍ら、CM等の音楽監督としても活動している。自分で製作した作品の演出を担当する事も多い。劇団NOM’b代表。日本演出者協会会員。桐朋学園芸術短期大学非常勤講師。

## 主な作品
- ミュージカルを作ろう
- 続、ミュージカルを作ろう
- 春が燃えてる
- 青
- 弱き者たちへ
- わが心のなんじゃらほい
- 未来永劫塾
- アメーバーの子供たち
- マリア様が泣いた夜
- リテイク
- はるーまき
- でんちゅうでゴザる
- マーライヤー
- セントラルフェスタ2006
- 行けぇイケウーメンタッパーズ
- マニロウハウス
- モンスター
- 准教授　桃田朗
- ヒラフジ＋
- 朱と煤（Aka to Kuro）
- ミュージカルふしぎ遊戯
- マクベス
- 錆色のアーマ
- 蜘蛛女のキス
- スーツの男達
- 僕の友達
- 二十日鼠と人間
- OSK 春の踊り
- 追想地獄変[2]

CM
- 金冠堂テレビ/ラジオCM
- 北京モーターショー　マツダ

音楽監督作品
- スマイル・オブ・チャップリン[3]
- オフ・ブロードウェイ・ミュージカル　フォーエバー・プラッド[4]
- ブロードウェイミュージカル　イン・ザ・ハイツ[5]
- エンド・オブ・ザ・レインボー
- マーダー・フォア・トゥ
- トップハット
- レッド・ホット・アンド・コール
- 35mm
- Now here this
- ジョセフアンドアメージングテクニカラーダリームコート[6]
- バイバイ・バーディー
- ファースト・デート